# ويليام فروليش
ويليام فروليش هو شخصية أعمال وسياسي أمريكي، ولد في 22 يونيو 1857، وتوفي في 31 يناير 1942. نشط حزبياً في الحزب الجمهوري. وقد انتخب عضو جمعية ولاية ويسكونسن ‏.